# Bothriospora corymbosa
Bothriospora corymbosa ist eine Pflanzenart in der Familie der Rötegewächse aus dem nördlicheren Südamerika. Es ist die einzige Art der Gattung Bothriospora.

## Beschreibung
Bothriospora corymbosa wächst als kleiner Baum etwa 5–8 Meter oder mehr hoch.
Die einfachen Laubblätter sind gegenständig und kurz gestielt. Sie sind ledrig, ganzrandig, eiförmig bis elliptisch oder verkehrt-eiförmig und spitz bis zugespitzt. Die Blätter sind meist kahl und unterseits fahlgrün. Die minimalen Nebenblätter sind abfallend.
Die leicht duftenden, vier- bis fünfzähligen, zwittrigen und weißen, kurz gestielten, kleinen Blüten mit doppelter Blütenhülle stehen in lockeren Rispen in doldigen Gruppen. Es sind jeweils zwei, meist abfallende Deckblätter vorhanden. Der kleine Blütenbecher ist behaart, mit kleinen Kelchlappen. Die Krone ist in einer kurzen Röhre verwachsen, mit ausladenden langen Lappen. Die in der Kronröhre angehefteten Staubblätter sind im unteren Teil behaart. Der mehrkammerige Fruchtknoten ist unterständig mit einem Griffel mit mehreren aufrechten, länglichen Narbenästen. Es ist ein Diskus vorhanden.
Es werden mehrsamige, gelbe und kleine, rundliche Beeren mit Kelchresten an der Spitze gebildet. Die kleinen, ledrigen Samen sind feinwärzlich.

## Verwendung
Die Rinde wird medizinisch ähnlich wie die Brechwurzel verwendet. Sie dient häufig als Ersatz oder Verfälschung der Brechwurzel.
Das Holz gilt als giftig, es wird als Pfeilgiftersatz verwendet. Allerdings könnte es auch eine Verwechslung mit einer anderen Art sein.